# Lunds Akademiska Officerssällskap
Lunds Akademiska Officerssällskap, LAOS är ett akademisk officerssällskap i Lund.  Sällskapet grundades 1960 av nyutexaminerade reservofficerare som studerade vid Lunds universitet och ville förena det akademiska livet med det militära i en studentikos anda. Emblemet med ugglan och svärdet, liksom devisen "ad utrumque paratus" – till bådadera beredd – åsyftar bildning och försvar, eller om man så vill att LAOS med intellektuella medel verkar för en säker omvärld.

## Verksamhet
LAOS verkar för att sprida intresse och kunskap om försvars- och säkerhetsfrågor vilket görs genom att föreningen anordnar föredrag, debatter och seminarier kring dessa områden. 
Sällskapet är i sitt arbete helt fristående från både Försvarsmakten och universitetet.
Utöver detta bedriver föreningen även verksamhet med stark social prägel som syftar till att stärka banden mellan medlemmarna samt värna om de militära sällskapstraditionerna. En stor del av verksamheten bedrivs i sällskapets egen mäss som är belägen på femte våningen i den anrika AF-borgen.

## Organisation
Sällskapet är indelad i en huvudförening samt en stödförening där huvudföreningens styrelse under ledning av ordföranden är ansvarig för den löpande verksamheten.
Föreningens verksamhet sker under överinseende av en inspector. Sittande inspector är jur.dr Olof Beckman, som var sällskapets ordförande XXXVII.

## Inspectores emeriti
- Professor Gösta Lindhagen 1971–1984
- Professor Leif Floberg 1984–1990
- Universitetslektor Per Hellsvik 1990–2007
- Rektor Per Ola Olsson 2009–2017
- Ambassadör Jonas Hafström 2017–2019 (Proinspector)

## Hedersordförande emeriti
- Professor Gerhard Hafström (†)

## Tidigare ordförande
- Ordförande em I Lave Johnsson (†)
- Ordförande em II Bertil Hagman
- Ordförande em III Gert Berglund
- Ordförande em IV Anders Hallonsten
- Ordförande em V Christer Ekberg
- Ordförande em VI Erik Lidén (†)
- Ordförande em VII Göran Sjöholm
- Ordförande em VIII Jonas Hafström
- Ordförande em IX Dag Magnusson
- Ordförande em X Hans Dieden
- Ordförande em XI Eskil Hedetun (†)
- Ordförande em XII Per A Ohlsson
- Ordförande em XIII Lennart Atteryd
- Ordförande em XIV Johan Kjellberg
- Ordförande em XV Per Fagergren
- Ordförande em XVI Thomas Bergström
- Ordförande em XVII Lars Cronqvist
- Ordförande em XVIII Göran Fransson
- Ordförande em XIX Anders Oltorp
- Ordförande em XX Christian Berntö
- Ordförande em XXI Jonas Månsson
- Ordförande em XXII Olof Sondén
- Ordförande em XXIII Ulf G V Tollhage
- Ordförande em XXIV Mats Fagergren
- Ordförande em XXV Johan Silfverstolpe
- Ordförande em XXVI Patrik Johansson
- Ordförande em XXVII Carl Johan Hagman
- Ordförande em XXVIII Carl Thorfinn
- Ordförande em XXIX Hampus Hellsvik
- Ordförande em XXX Erik Palmstierna
- Ordförande em XXXI Torbjörn Sahlén
- Ordförande em XXXII Magnus Hallenborg
- Ordförande em XXXIII Carl Sjöstedt
- Ordförande em XXXIV Johan Dighed
- Ordförande em XXXV Stellan Nordahl
- Ordförande em XXXVI Carl Ljungdahl
- Ordförande em XXXVII Olof Beckman
- Ordförande em XXXVIII Nils Månsson
- Ordförande em XXXIX Mattias Wendt
- Ordförande em XL Carl Hallström
- Ordförande em XLI Jonas Karlsson
- Ordförande em XLII Daniel Törnblom
- Ordförande em XLIII Henrik Månsson
- Ordförande em XLIV Fredrik Christiansson
- Ordförande em XLV Jacob I Lindén
- Ordförande em XLVI Jakob II Adolfsson
- Ordförande em XLVII Jakob III Tuvehjelm
- Ordförande em XLVIII Mikael Wirén
- Ordförande em XLIX Christoffer Hökmark
- Ordförande em L Sandra Nordin
- Ordförande em LI Edvard Hübel
- Ordförande em LII Nils Jangsell
- Ordförande em LIII David Konow
- Ordförande em LIV Axel Skröder
- Ordförande em LV Karl Fröberg
- Ordförande em LVI Bror Styren
- Ordförande em LVII Mårten Matell
- Ordförande em LVIII Felix Adolfsson
- Ordförande em LIX Axel Rosenqvist
- Ordförande em LX Otto Silfverschiöld
- Ordförande LXI Ludwig Müchler

## Särskildahedersledamöter
- No1 General Torsten Rapp (†)
- No2 General Curt Göransson (†)
- No3 Överste Valter Thomé (†)
- No4 General Carl Eric Almgren (†)
- No5 Överste Åke Eriksson (†)
- No6 Generallöjtnant Tage Olihn (†)
- No7 Amiral Åke Lindemalm (†)
- No8 General Lage Thunberg (†)
- No9 Generalkonsul Bertil Hagman
- No10 Generalmajor Sigmund Ahnfelt (†)
- No11 Kommendörkapten Bengt Forssbeck (†) [1]
- No12 Sanitetsmajor Martin von Bonsdorff
- No13 General Stig Synnergren (†)
- No14 Redaktör Erik Holm (†)
- No15 Fil.Dr. Martin Meinander (†)
- No16 Överste 1 Lars-Fritiof Melin (†)
- No17 General Bengt Gustafsson (†)
- No18 Generallöjtnant Carl Björeman (†)
- No19 Överste Leif Mårtensson
- No20 General Owe Wiktorin
- No21 Redaktör Erik Lidén (†)
- No22 Överste Anders Emanuelson
- No23 Universitetslektor Per Hellsvik
- No24 Rektor Per Ola Olsson
- No25 Civilekonom Dag Magnusson
- No26 Advokat Lennart Atteryd
- No27 Ambassadör Jonas Hafström